# Rudniška nesreča v Velenju (2025)
V ponedeljek, 20. januarja 2025, je ob 19.10 v največjem slovenskem premogovniku Velenje na čelu jame Preloge na globini 470 metrov prišlo do vdora gline, ki je zasulo tri rudarje, ki so vsi umrli, preostalih 11 rudarjev pa se je rešilo. Po prvotnih podatkih je v jamo vdrla mešanica mulja in vode, a se je kasneje izkazalo, da gre za mokro glino. Vdor je zasul približno 70 dolžinskih metrov jame, ki je široka 50 metrov in visoka 4 metre, skupno naj bi se ga vdrlo med 500 in 700 m3. Gre za najhujšo nesrečo v premogovniku Velenje v zadnjih dvajsetih letih.

## Ozadje
Velenjski lignit leži pod slojem vodoneprepustne gline debeline več deset metrov, nad glinami pa so vodonosni peski. Pri odkopavanju na robu krovnine se pritisk vode, ki se uporablja za odkop, po načelih varnega odkopavanja zniža na do 4 bare. Nesrečo naj bi povzročila plast gline, ki je bila ujeta med plasti premoga. Vdor je prišel iz geološko nepredvidenega sloja, sicer pa vdori vode iz vodonosnikov kronskega dela jame po pričetku uporabe metode velenjskega odkopa niso več mogoči. Velenjska odkopna metoda je v stroki sprejeta kot primer dobre prakse.
V preteklosti je bilo v premogovniku Velenje že več hujših nesreč. 6. februarja 2003 je v premogovniku prišlo do izbruha zajetega plina, v katerem sta umrla dva rudarja. Najhujša nesreča v zadnjih tridesetih letih se je sicer zgodila v premogovniku Hrastnik, kjer je zaradi vdora žitke mase umrlo pet rudarjev.

## Intervencija
Vdor gline se je zgodil ob 19.10 na čelu jame Preloge. Rudniška inšpekcija je bila o nesreči obveščena ob 19.35. Možnosti, da bi rudarje našli žive, so bile že takrat ocenjene kot zelo majhne. Najprej so razplinili jamo, vzpostavili prezračevanje ter vzpostavili transport odvedenega materiala. Odkop vdora poteka ročno. Izkop premoga je bil zaustavljen po izvedeni pripravi izkopov na mirovanje. Na intervenciji sodeluje 80 reševalcev, ki se izmenjujejo na štiri ure v skupinah po 16 ljudi. V intervenciji sodeluje celotna reševalna četa Premogovnika Velenje. Rudarski strokovnjak Željko Vukelić meni, da bi lahko odkop trajal več dni, vdor plasti gline pa je označil za redek in nenavaden pojav. Preostalih 11 rudarjev, ki se je rešilo, potrebuje psihološko pomoč.
Prvega pogrešanega rudarja so našli že v ponedeljek. V sredo 22. januarja so okrog osme ure zjutraj našli drugega pogrešanega, nekaj po tretji uri popoldan pa še drugega pogrešanega, oba sta bila brez znakov življenja. Preminuli rudarji so bili stari 32, 31 in 49 let. 49-letni rudar je bil tudi gasilec v Gaberkah. Do srede popoldne so prekopali skupno 250 m3 materiala.
Sprožena je bila preiskava, po odstranitvi gmote se bo preiskava nadaljevala tudi na čelu jame. Na kraju nesreče so bili prisotni tudi kriminalisti, preiskovalna sodnica in državna tožilka. Vzrok nesreče sicer še ni znan. Preiskavo bo nadaljevala rudarska inšpekcija, ki je že pričela z izrednim nadzorom.
Proizvodnja v premogovniku bo ponovno pričela obratovati v četrtek, saj so se na odkopu B v jami Pesje že pričele pojavljati deformacije.

## Odzivi
Generalni direktor Premogovnika Marko Mavec je napovedal pomoč družinam svojcev, poseben program pomoči pa je napovedal tudi predsednik slovenske vlade Robert Golob. Na večer nesreče so Velenje obiskali okoljski minister Bojan Kumer, notranji minister Boštjan Poklukar in v. d. direktorja policije Damjan Petrič. Sožalje družinam svojcev so izrazili Robert Golob, predsednica Nataša Pirc Musar, direktor Premogovnika, župan Velenja Peter Dermol ter več drugih slovenskih politikov. 21. januarja sta Velenje obiskala tudi Robert Golob ter resorni minister Jože Novak. 
Pred spomenikom Rudarja v Velenju so se v torek, 21. januarja, zbrali ljudje, ki so pod spomenik polagali cvetje in sveče. Zbiranja ob 20.00 potekajo tri dni. Mestna občina Velenje je odpovedala vse javne prireditve, 24. januar pa razglasila za dan žalovanja. Premogovnik Velenje je organiziral žalno sejo. Dan žalovanja je razglasila tudi občina Šoštanj, saj sta bila dva izmed umrlih rudarjev njegova občana; ta je bil 23. januarja. Vlada je nato razglasila 24. februar za dan žalovanja na državni ravni.
Dva rudarja sta bila pokopana v soboto, 25. januarja, tretji umrli rudar pa je bil pokopan v nedeljo, 26. januarja. Rudarjem so priredili rudarski pokop.